# Erik Mauritz Sundell
Erik Mauritz Sundell (i riksdagen kallad Sundell i Falun), född 25 november 1819 i Nora, död 14 maj 1896 i Falun, var en svensk borgmästare och riksdagsman.
Sundell blev student vid Uppsala universitet 1840 samt avlade kameralexamen 1842 och hovrättsexamen 1843. Han blev e.o. notarie i Svea hovrätt 1845, magistratssekreterare i Falu stad 1848, vice häradshövding 1850 samt var borgmästare och notarius publicus i Falu stad 1858–1892. Han var ombudsman under några år vid Stora Kopparbergs bergslag, kommunalman, ledamot (och under två år ordförande) i Kopparbergs läns landsting. 
Sundell var ledamot av riksdagens första kammare 1872–1875 och 1877–1881, invald i Kopparbergs läns valkrets. Han var suppleant i lagutskottet1873, 1874 och 1878,  ledamot i tillfälligt utskott 1874 samt ledamot i lagutskottet 1875 och 1879–1881.